# كلود روبن
كلود روبن (بالفرنسية: Claude Robin)‏ (10 مايو 1941 فرنسا - 27 يونيو 2010) هو لاعب كرة قدم فرنسي سابق كان يلعب كمدافع.

## مسيرته

### مسيرته مع المنتخبات الوطنية
- 1966 - 1967 لعب مع منتخب فرنسا لكرة القدم 4 مباريات.

### مسيرته مع الأندية
- 1960 - 1965 لعب مع ستاد ريمس 50 مباراة سجل خلالها هدفين.
- 1965 - 1969 لعب مع نادي نانت 105 مباراة سجل خلالها 8 أهداف.

## روابط خارجية
- كلود روبن على موقع قاعدة بيانات كرة القدم.إي يو (الإنجليزية)
- كلود روبن على موقع ناشيونال فوتبول تيمز (الإنجليزية)
- كلود روبن على موقع عالم كرة القدم.نت (الإنجليزية)